# Siergiej Biezrukow
Siergiej Witaljewicz Biezrukow (ros. Сергей Витальевич Безруков, ur. 18 października 1973 w Moskwie) – rosyjski aktor.

## Życiorys
Siergiej uczył się w moskiewskiej Szkole Podstawowej nr 402. Po ukończeniu szkoły średniej w 1990 roku wstąpił do szkoły-studium przy MChAT na wydział aktorstwa teatralnego i filmowego, którą ukończył w 1994. Od 1993 roku pracuje w teatrze pod kierownictwem Olega Tabakowa. Od 26 lipca 2010 roku – członek Patriarszej Rady ds. Kultury (Rosyjski Kościół Prawosławny).

### Poglądy polityczne
Członek partii Jedna Rosja (ros. Единая Россия). W lutym 2012 roku odmówił wzięcia udziału w spocie popierającym kandydaturę Władimira Putina na prezydenta. Argumentował to tym, że nie chce swoim zdaniem wpływać na wybory innych ludzi.

## Filmografia
1. 1990 – Pochorony Stalina (ros. „Похороны Сталина”) jako żebrak (nie wymieniony w napisach)
2. 1994 – Noktiurn dlia barabana i motocikła (ros. „Ноктюрн для барабана и мотоцикла”) jako Czibis
3. 1995 – Kriestonosiec (ros. „Крестоносец”) jako kaskader Sergiej
4. 1995 – Umirajet dusza (ros. „Умирает душа”) jako Piotr
5. 1996 – Doktor Ugoł (ros. „Доктор Угол”)
6. 1997 – Briegiet (ros. „Брегет”)
7. 1997 – Kotowasija (ros. „Котовасия”)
8. 1997 – Staryje piesni o gławnom 3 (ros. „Старые песни о главном 3”) jako diak
9. 1998 – Razwiazka pieterburgskich tajn (ros. „Развязка петербургских тайн”) jako kornet Michaił Stiebłow
10. 1998 – Na bojkom miestie (ros. „На бойком месте”)
11. 1998 – Nieznakomoje orużyje, ili Kriestonosiec 2 (ros. „Незнакомое оружие, или Крестоносец 2”) jako sierżant Suchoruk, zwiadowca MSW
12. 1999 – Chiński serwis (ros. „Китайскій сервизъ”) jako kupiec Sidichin
13. 2000 – Wmiesto mienia (ros. „Вместо меня”) jako Dmitrij Ławrow
14. 2000 – Rycarskij roman (ros. „Рыцарский роман”) (głos)
15. 2000 – Cziornaja komnata (ros. „Чёрная комната”)
16. 2000 – Russkij wodewil (ros. „Русский водевиль”) (serial telewizyjny)
17. 2001 – Liubow.ru (ros. „Любовь.ru”) jako Tymoteusz
18. 2001 – Czudiesa, da i tolko, ili Szczuka po-moskowski (ros. „Чудеса, да и только, или Щука по-московски”)
19. 2001 – Sałomieja (ros. „Саломея”) jako Michaił Łyczkow
20. 2001 – Bliednolicyj lżec (ros. „Бледнолицый лжец”) – Apollon Iwanow
21. 2002 – Brygada (ros. „Бригада”) jako Aleksandr Nikołajewicz Biełow (Sasza Biełyj)
22. 2002 – Maska i dusza (ros. „Маска и душа”)
23. 2002 – Jesli niewiesta wied’ma (ros. „Если невеста ведьма”) jako Maksim Ross
24. 2002 – Azazel (ros. „Азазель”) jako Iwan Francewicz Brilling
25. 2003 – Klucz od sypialni (ros. „Ключ от спальни”) jako profesor ornitologii Marusin
26. 2003 – Żyzn’ odna (ros. „Жизнь одна”) jako Paweł
27. 2003 – Uczastok (ros. „Участок”) jako starszy podporucznik milicji Paweł Krawcow, dzielnicowy (i głos psa)
28. 2004 – Moskiewska saga (ros. „Московская сага”) jako Wasilij Stalin
29. 2005 – Miasto bez słońca (ros. „Город без солнца”) jako fotograf Aleks
30. 2005 – Shadowboxing – Walka z cieniem (ros. „Бой с тенью”) jako Aleksandr Nikołajewicz Biełow (Sasza Biełyj)
31. 2005 – Jesienin (ros. „Есенин”) jako Jesienin
32. 2005 – Mistrz i Małgorzata (ros. „Мастер и Маргарита”) jako Jeszua; Mistrz (głos)
33. 2006 – Pocałunek motyla (ros. „Поцелуй бабочки”) – Nikołaj Orłanow
34. 2006 – Puszkin. Ostatni pojedynek (ros. „Пушкин. Последняя дуэль”) – Aleksander Puszkin
35. 2007 – Noc karnawałowa 2, czyli pięćdziesiąt lat później (ros. „Карнавальная ночь-2, или Пятьдесят лет спустя”) jako Denis Koleczkin
36. 2007 – Ironia losu. Kontynuacja (ros. „Ирония судьбы. Продолжение”) jako Iraklij
37. 2008 – Admirał (ros. „Адмиралъ”) jako Władimir Kappel
38. 2008 – Czerwiec 1941 (ros. „В июне 41-го”) jako podporucznik Iwan Burow
39. 2009 – Wakacje pod specjalnym nadzorem (ros. „Каникулы строгого режима”) jako Wiktor Siergiejewicz Sumarokow, ‘Sumrak’
40. 2009 – Gogol. Najbliższy (ros. „Гоголь. Ближайший”) jako Aleksander Puszkin
41. 2010 – Smiert’ w piensnie, ili nasz Czechow (ros. „Смерть в пенсне, или Наш Чехов”) jako modny reżyser Ajwon
42. 2011 – Czornyje wołki (ros. „Чёрные волки”) jako Paweł Chromow
43. 2011 – Riealnaja skazka  (ros. „Реальная сказка”) jako głupi Iwan
44. 2011 – Wysocki (ros. „Высоцкий. Спасибо, что живой”) jako Władimir Wysocki; Jura, kolega Wysockiego
45. 2011 – Jołki 2 (ros. „Ёлки 2”) jako szef policji Sniegiriew
46. 2012 – Mecz śmierci (ros. „Матч”) jako piłkarz Nikołaj Raniewicz, bramkarz kijewskiego ‘Dynamo’ i reprezentacji ZSRR
47. 2012 – Zołoto (ros. „Золото”) jako Bragin
48. 2012 – Mamy (ros. „Мамы”)
49. 2012 – 1812: Ułańska ballada (ros. „Уланская баллада”)